# سرفرز پارادایز، کوئینزلند

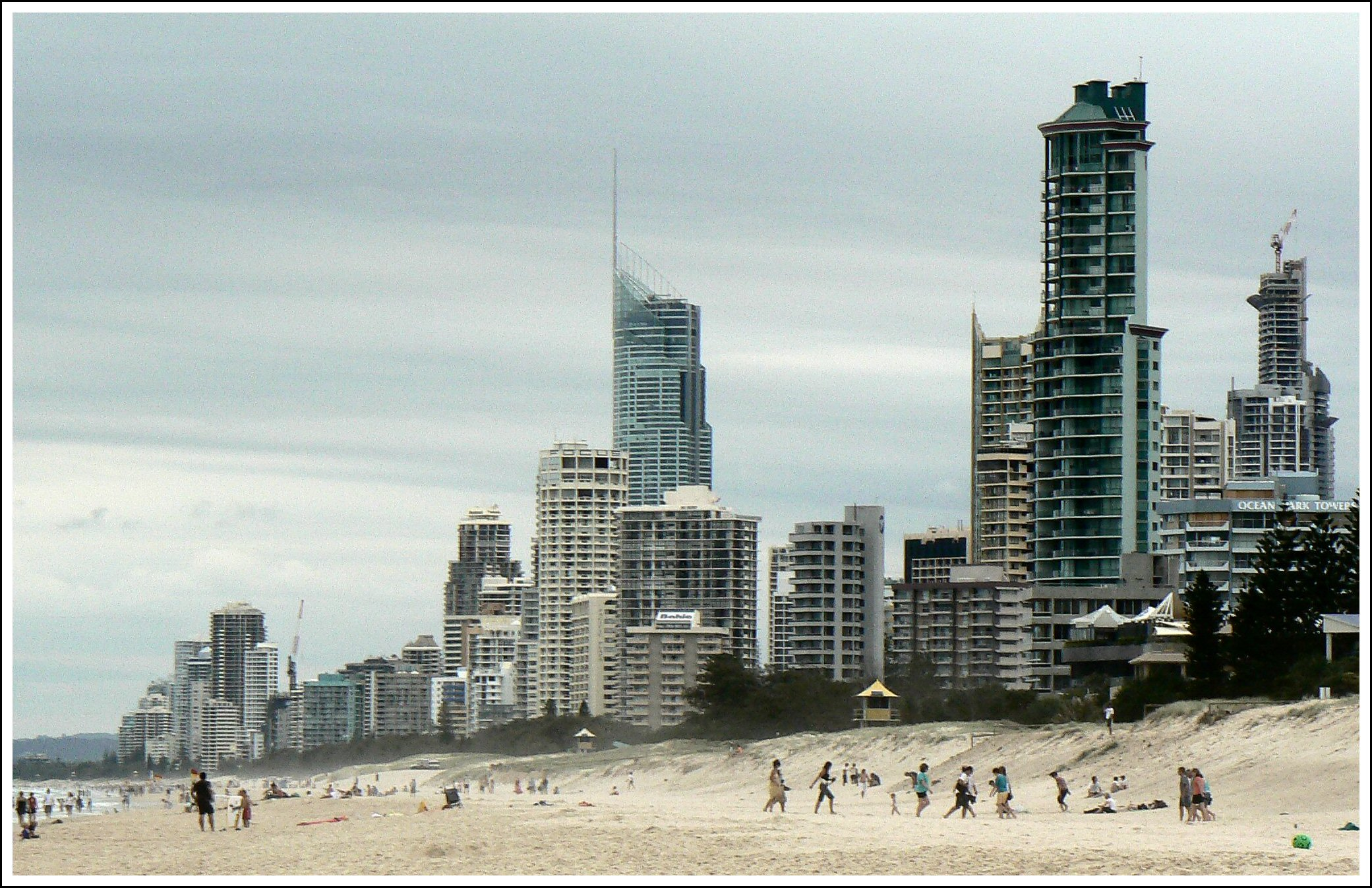
برجهای بلند سِرفِرز پارادایز در گلد کست

سِرفِرز پَرِدایس (در انگلیسی: Surfers Paradise) (به معنای بهشت موج‌سواران) نام یکی از مناطق و ساحل‌های مشهور شهر گلد کوست در کشور استرالیا است که در استرالیا به اختصار سِرفِرز هم نامیده می‌شود.
سرفرز پارادایز نخستین بار در سال ۱۹۲۵ با ساختن هتلی بر سر تقاطع دو جاده اصلی در محل مورد توجه قرار گرفت و کم‌کم جمعیت زیادی به این منطقه وارد شدند. شهرت این منطقه به دو چیز است:
- وجود سلسله آسمانخراش‌های بلند به صورت یک خط طولی در کناره ساحل اقیانوس آرام
- موج‌های بلند اقیانوس در بیشتر روزهای سال که امکان موج‌سواری حرفه‌ای و تفننی را فراهم می‌کند. نام بهشت موج سواران نیز به همین علت به این ساحل داده شده‌است.

جمعیت ساکن این منطقه بیش از ۲۳ هزار نفر است اما به علت وجود ساحل، مراکز خرید و هتل‌های فراوان، این بخش از شلوغ‌ترین مناطق گلد کوست به‌شمار می‌آید و نسبت به سایر مناطق مجاور، حالت مرکزیت پیدا کرده‌است.

## پیوندها
1. ↑  «تاریخچه سکونت در سرفرز پارادایز». بایگانی‌شده از اصلی در ۲۲ اوت ۲۰۰۶. دریافت‌شده در ۷ مه ۲۰۰۷.
2. ↑  «اداره آمار استرالیا». بایگانی‌شده از اصلی در ۲۶ مه ۲۰۰۷. دریافت‌شده در ۷ مه ۲۰۰۷.

- شورای شهر سرفرز پارادایز
- اطلاعات گردشگری سرفرز پارادایز
- Wikipedia contributors, "Surfers Paradise, Queensland," Wikipedia, The Free Encyclopedia, http://en.wikipedia.org/w/index.php?title=Surfers_Paradise,_Queensland&oldid=202102767